# Danny Wells
Danny Wells (Montreal, Quebec, Canada, 7 april 1941 - 28 november 2013) was een Canadees acteur, die veelal in Amerikaanse televisieseries verscheen.
Wells speelde inmiddels al meer dan 70 rollen, maar is waarschijnlijk het bekendst geworden dankzij zijn rol als Charlie in de comedyserie The Jeffersons. Ook was hij te zien als Luigi in de Super Mario Bros. Super Show!. Verder speelde hij kleine rollen in films als Private Benjamin, Magnolia en The Last Kiss. Gastrollen vertolkte hij onder meer in The A-Team, Kojak, Punky Brewster en Renegade.

## Filmografie
- Love, American Style Televisieserie - Fred (Afl., Love and the Cover, 1973)
- Lotsa Luck Televisieserie - Ernie Kaplan (Afl., The Winning Purse, 1973|The Talent Show, 1974)
- Shaft Televisieserie - Wedmeester (Afl., The Murder Machine, 1974)
- Harry O Televisieserie - Coördinator (Afl., Coinage of the Realm, 1974)
- Sanford and Son Televisieserie - Haywood Jones (Afl., The Merger, 1974)
- Roll, Freddy, Roll! (Televisiefilm, 1974) - Toezichthouder skatebaan
- The Strongest Man in the World (1975) - Drummer
- Columbo: A Deadly State of Mind (Televisiefilm, 1975) - Gary Keppler
- Columbo: Forgotten Lady (Televisiefilm, 1975) - Bediende boekwinkel
- When Things Were Rotten Televisieserie - Sir Clyde (Afl., Those Wedding Bell Blues, 1975)
- Whiffs (1975) - Burgerarts
- Starsky and Hutch Televisieserie - Jeru Maharaja/Harry Sample (Afl., Shootout, 1975)
- Kojak Televisieserie - Rol onbekend (Afl., On the Edge, 1976)
- The Streets of San Francisco Televisieserie - Taxichauffeur (Afl., Superstar, 1976)
- Ellery Queen Televisieserie - Ober (Afl., The Adventure of the Hard-Hearted Huckster, 1976)
- The Blue Knight Televisieserie - Rol onbekend (Afl., The Pink Dragon, 1976)
- Good Heavens Televisieserie - Ziggy Dillman (Afl., The Big Break, 1976)
- Gus (1976) - Scheidsrechter
- Flo's Place (Televisiefilm, 1976) - Abner
- What's Happening!! Televisieserie - Bert Frederick (Afl., My Three Tons, 1976)
- The Wolfman Jack Show Televisieserie - Rol onbekend (1976)
- Sanford and Son Televisieserie - Danny Taylor (Afl., Can You Chop This?, 1976|The Winning Ticket, 1976)
- The Shaggy D.A. (1976) - Politieman
- What's Happening!! Televisieserie - Politieman in burger (Afl., The Tickets, 1977)
- The Hunted Lady (Televisiefilm, 1977) - Rol onbekend
- The Bionic Woman Televisieserie - Yanos (Afl., The Antidote, 1978)
- Fantasy Island Televisieserie - Brutus (Afl., Big Dipper/The Pirate, 1978)
- Goin' Coconuts (1978) - Al
- A Guide for the Married Woman (Televisiefilm, 1978) - Ober die krab opdient
- CHiPs Televisieserie - Phil Davies (Afl., The Matchmakers, 1979)
- Eight Is Enough Televisieserie - Ed Foster (Afl., Moving Out, 1979)
- The Man in the Santa Claus Suit (Televisiefilm, 1979) - Chandler
- Nightside (Televisiefilm, 1980) - Eddie Kopeck
- Private Benjamin (1980) - Gladde jongen
- Eight Is Enough Televisieserie - Easy Art (Afl., Darlene Dilemma, 1981)
- CHiPs Televisieserie - Gordy (Afl., Ponch's Angels: Part 1 & 2, 1981)
- Body and Soul (1981) - Sportcommentator #1
- Lou Grant Televisieserie - Vince (Afl., Jazz, 1982)
- Happy Days Televisieserie - Mr. Parker (Afl., Chachi's Future, 1982)
- The Greatest American Hero Televisieserie - Bruce Warful (Afl., Captain Bellybuster and the Speed Factory, 1982)
- Hey Good Lookin' (1982) - Stomper (Stem)
- The A-Team Televisieserie - Regisseur (Afl., One More Time, 1983)
- The Rousters (Televisiefilm, 1983) - Arnold Lane
- The Fall Guy Televisieserie - Mel Bresins (Afl., TKO, 1983)
- Silver Spoons Televisieserie - Mac (Afl., Mr. Cool, 1984)
- The A-Team Televisieserie - Accountant Artie Simons (Afl., Curtain Call, 1984)
- The Woman in Red (1984) - Maitre D'
- The A-Team Televisieserie - Rol onbekend (Afl., The Bend in the River: Part 1 & 2, 1984)
- Murder, She Wrote Televisieserie - Talkshow-presentator (Afl., The Murder of Sherlock Holmes: Pilot, 1984)
- The Murder of Sherlock Holmes (Televisiefilm, 1984) - Talkshow-presentator
- The Jeffersons Televisieserie - Charlie (23 afl., 1975-1985)
- Hunter Televisieserie - Murray Green (Afl., The Last Kill, 1985)
- The Fall Guy Televisieserie - Alex (Afl., No Rms Ocean Vu, 1986)
- Heathcliff: The Movie (1986) - Rol onbekend
- Small Wonder Televisieserie - Discount Dale (Afl., Ted's Lay-Off, 1986)
- Riptide Televisieserie - Myron Bell (Afl., Four-Eyes, 1984|If You Can't Beat 'Em, Join 'Em, 1986)
- ABC Weekend Specials Televisieserie - Rol onbekend (Afl., Liberty and the Littles, 1986, stem)
- Heathcliff & the Catillac Cats Televisieserie - Bush/Raul (Stem, 1984-1987)
- Heathcliff Televisieserie - Bush (Stem, 1984-1987)
- Punky Brewster Televisieserie - Manager (Afl., Reading, Writing and Rock & Roll, 1987)
- The Super Mario Bros. Super Show! Televisieserie - Luigi Mario (16 afl., 1989-1991)
- Hunter Televisieserie - Jake Flam (Afl., The Reporter, 1991)
- Life Stinks (1991) - Bestuurder Mercedes
- Batman Televisieserie - Bewaker (Afl., Birds of a Feather, 1993, stem)
- Renegade Televisieserie - Rol onbekend (Afl., Fighting Cage: Part 1, 1993)
- One World Televisieserie - Man op strand (Afl., What's in a Name?, 1998)
- Descent 3 (Computerspel, 1999) - Additionele stemmen (Stem)
- Crashbox Televisieserie - Poop Or Scoop aankondiger (Stem, 1999)
- Magnolia (1999) - Dick Jennings
- The Growing Pains Movie (Televisiefilm, 2000) - Man op straat
- The Killing Yard (Televisiefilm, 2001) - Mort
- Protection (2001) - Ryan
- $windle (2002) - Rol onbekend
- One Way Out (dvd, 2002) - Rol onbekend
- Evolution Worlds Televisieserie - Infanterieman #9/Poncho/Shipment PA System (Stem)
- Potatoes and Dragons Televisieserie - Koning Hugo III (Stem, 2004)
- Tilt Televisieserie - Boyle (Afl., Gentleman Jim, 2005)
- Splinter Cell: Chaos Theory (Computerspel, 2005) - Kapitein Arthur Partridge (Stem)
- At the Hotel Televisieserie - Rol onbekend (Afl., That's How You Wave a Towel, 2006)
- The Last Kiss (2006) - Izzy's oom
- Grossology Televisieserie - The Detective (6 afl., 2006-2007, stem)
- Song of Solomon (2007) - Rabbi Aaron Rosenberg

- Library of Congress Control Number: no2014048111
- Virtual International Authority File: 308698131
- WorldCat: E39PBJxrY77yd66wMhkgdcJYyd